# 吳俊輝
吳俊輝，台灣心流魔術師，十二歲開始學習魔術。後期開始研究運用魔術幫助學生進入心流，經常在各大專院校及國高中以上學校校園巡迴演講，並且在各學校舉辦教師研習，成為台灣首位運用魔術進入心流的開創者。

## 歷程
12歲開始學習魔術，到百貨公司賣魔術道具。當兵考上了藝工隊，在隊中擔任表演魔術的工作。退伍後受邀至臺北凱悅大飯店（現改名君悅）擔任駐場魔術師。而後有康軒文教事業邀他走進校園，為學校老師進行研習。以及長照機構、各級團體邀請擔任演講者與教學者。於是他開始研究運用魔術帶領學生進入心流的最佳體驗。

## 演出
- 1998年國立臺灣大學七十周校慶藝術節
- 1999年台北市政府新聞處兒童節活動—指導馬英九市長表演魔術
- 2000年台北市政府文化局_兩週年市政成果展
- 2001年遠東航空遠航魔幻之旅
- 2001年宜蘭國際童玩節88場
- 2001年第四屆台北藝術節8場
- 2001年台北市政府社會局公益活動
- 2003年臺北市兒童藝術節3場
- 2003年觀光局台北主題館國際旅展
- 2004年臺北大眾捷運股份有限公司年終晚會
- 2004年臺北市兒童藝術節3場
- 2010年萬華文化嘉年華西門文化節
- 2010年退輔會親子日
- 2010年客委會親子日
- 2010年總統府親子日
- 2011年中華民國演藝總工會
- 2011年經濟部智慧財產局親子日
- 2011年總統府年終晚會
- 2011年2010年臺北國際花卉博覽會28場